# Jepchumba
Jepchumba (Kenia) es una artista digital, embajadora cultural, comisaria y activista keniana. Fue la creadora de la plataforma de difusión de arte digital African Digital Art, además de haber sido reconocida por la revista estadounidense Forbes como una de las "20 mujeres jóvenes más poderosas de África" y nombrada por el periódico británico The Guardian como una de las 25 mujeres emprendedoras más relevantes del continente africano.

## Trayectoria
El padre de Jepchumba era diplomático, así que desde temprana edad vivió en varios países, como Kenia, Sudáfrica, los Estados Unidos y el Reino Unido, lo que le sirvió de inspiración para su trabajo.
Jepchumba se graduó en Pensamiento Social Crítico, y después cursó un Máster en Medios Digitales de la Universidad Metropolitana de Londres. Jepchumba es experta en comunicación y arte digital, ámbito en el que experimenta con el movimiento, el sonido, los efectos digitales y otras técnicas y ha dedicado su carrera a promover el desarrollo tecnológico en África potenciando el talento y la creatividad del continente.
En 2008, creó la plataforma de difusión de arte digital African Digital Art, que muestra prácticas digitales creativas del continente africano, entre las que se incluyen artes gráficas, animación, sitios web, películas y proyectos de diseño. También fue la creadora del podcast Future Lab Africa que busca fomentar la imaginación y creatividad del oyente a través de un recorrido por la ciencia y tecnología del continente africano existente fuera de los laboratorios y espacios propios para la innovación.
En 2012 dio una charla TED durante la celebración de TEDxEuston. En 2015, Jepchumba organizó la exposición Design Indaba, uno de los mayores eventos de diseño del mundo. En 2019, presentó su trabajo en la Bienal de Arte y Cultura N'GOLÁ de Santo Tomé y Príncipe. En 2020, fue la encargada de desarrollar y curar el espacio en línea del Nyege Nyege Festival donde se exhiben las últimas tendencias artísticas y musicales de África.
En 2020, Jepchumba recibió una beca del colectivo internacional Creative Disturbance que promueve la colaboración de comunidades artísticas, científicas y tecnológicas.

## Reconocimientos
En 2012, Jepchumba fue nombrada una de las "20 mujeres jóvenes más poderosas de África", por la revista Forbes. Al año siguiente, The Guardian la reconoció como una de las "25 mujeres más emprendedoras en África". Ese mismo periódico incluyó a Jepchumba en 2015 como uno de los "10 nombres pioneros de la tecnología en África".